# Родионов, Игорь Витальевич
Игорь Витальевич Родионов (род. 26 января 1987 года) - российский и монгольский игрок в хоккей с мячом.

## Карьера
Воспитанник иркутской школы «Локомотив», первый тренер – Александр Владимирович Межуев. Чемпион России среди юношей (2003), дважды серебряный (2002, 2004) призёр чемпионатов России среди юношей. Серебряный призёр Спартакиады учащихся России (2004). Выступал в первой лиге в составе иркутского «Локомотива» и «Байкал-Энергии»-2. 
В составе «Байкал-Энергии» дебютировал 13 октября 2005 года в матче Кубка России. В чемпионате России провёл 9 матчей (все -  в сезоне 2007/08 года), в розыгрышах Кубка России провёл 3 матча.
В 2017 году вернулся в спорт, дебютировав в сборной Монголии